# Pasmo Farnej Góry
Pasmo Farnej Góry, Pasmo Północne – pasmo wzgórz i wzniesień stanowiące część Grzbietu Trzebnickiego należącego do Wzgórz Trzebnickich. Najwyższym wzniesieniem pasma jest Farna Góra położona przy północno-zachodnim krańcu tego pasma. Jest ona z kolei drugim wzgórzem pod względem wysokości bezwzględnej w ramach całych Wzgórz Trzebnickich. Pasmo od południa okala miasto Trzebnica leżąc w znacznej części w jego obrębie, a w pozostałej części w obszarze gminy wiejsko-miejskiej Trzebnica. Na południe od tego pasma przebiega Grzbiet Południowy, a po stronie zachodniej za Farnym Upłazem biegnie Pasmo Ciemnej Góry.

## Położenie
Pasmo Farnej Góry położone jest w obrębie Wzgórz Trzebnickich, będących mezoregionem o identyfikatorze 318.44 (według regionalizacji fizycznogeograficznej opracowanej przez Jerzego Kondrackiego), należących do Wału Trzebnickiego (makroregion o indeksie 318.4). W ramach tych Wzgórz Trzebnickich wyróżnia się także mikroregion obejmujący między innymi to pasmo – Grzbiet Trzebnicki (indeks 318.444).  
Pod względem podziału administracyjnego pasmo położone jest w Gminie Trzebnica, powiecie trzebnickim, województwie dolnośląskim, w tym częściowo w obszarze miasta Trzebnica (zobacz: podział administracyjny województwa dolnośląskiego)

## Charakterystyka
Pasmo Farnej Góry, nazywane także Pasmem Północnym, stanowi część łańcucha północnego Grzbietu Trzebnickiego, w ramach którego na zachód do pasma, za Farnym Upłazem, przebiega Pasmo Ciemnej Góry, a dalej Kozie Czuby. Na południe od tego łańcucha wzniesień przebiega pasmo południowe obejmujące między innymi Południowy Grzbiet i Lesiste Wzgórza.
Pośród wzniesień (wzgórz) Pasma Farnej Góry wymienić można między innymi:
- Farną Górę: 257,0 m n.p.m.[6][12][13]
- Kaplicznik[14][15] (Kapliczne Wzgórze[6][9][16]): 244,0 m n.p.m.[16]
- Raszowska Góra: 246 m n.p.m.[9][17] (245,73 m n.p.m.[18])
- Widok[6][9][19]: 244,0 m n.p.m.[9][19].

Farna Góra jest najwyższym wzniesieniem tego pasma i drugim pod względem wysokości bezwzględnej w całych Wzgórzach Trzebnickich, zaraz po Ciemnej Górze (258,3 m n.p.m.). Pośród innych niż wzniesienia obiektów geograficznych w paśmie można wymienić między innymi wąwozy: Farny Lej, Piekielny Wąwóz.